# 多马坦欧布瓦
多马坦欧布瓦（法語：Dommartin-aux-Bois，法語發音：[dɔmaʁtɛ̃ o bwa] ⓘ）是法国大東部大區孚日省的一个市镇，属于埃皮纳勒区。

## 地理
多马坦欧布瓦（48°9'32"N, 6°16'29"E）面积15.7 平方千米，位于法国大東部大區孚日省，该省份为法国东北部内陆省份，北起默兹省和默尔特-摩泽尔省，西接上马恩省，南至上索恩省和贝尔福地区省，东临上莱茵省和下莱茵省。
与多马坦欧布瓦接壤的市镇（或旧市镇、城区）包括：于兹曼、沙穆瓦洛格约、绍穆塞、日朗库尔、戈雷、阿罗勒。
多马坦欧布瓦的时区为UTC+01:00、UTC+02:00（夏令时）。

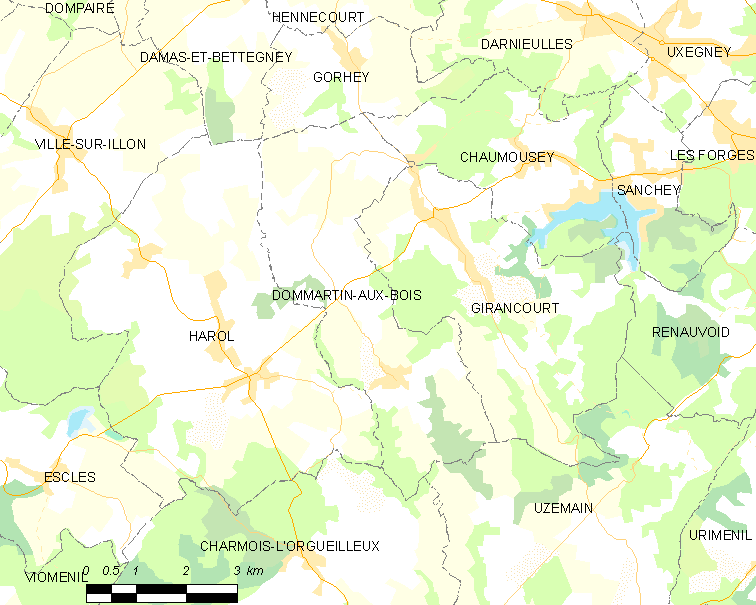
多马坦欧布瓦的OSM定位图

## 行政
多马坦欧布瓦的邮政编码为88390，INSEE市镇编码为88147。

## 政治
多马坦欧布瓦所属的省级选区为达尔内县。

## 人口

1962-2008年间多马坦欧布瓦人口变化图示

多马坦欧布瓦于2022年1月1日时的人口数量为399人。